# IC 4946
IC 4946 ist eine Linsenförmige Galaxie vom Hubble-Typ SB0/a im Sternbild Schütze auf der Ekliptik. Sie ist schätzungsweise 129 Millionen Lichtjahre von der Milchstraße entfernt und hat einen Durchmesser von etwa 95.000 Lichtjahren.
Gemeinsam mit NGC 6902 und PGC 64580 (NGC 6902B) bildet sie die kleine NGC 6902-Gruppe oder LGG 434.
Das Objekt wurde am 11. September 1897 vom US-amerikanischen Astronomen Lewis Swift entdeckt.